# Félix Markaida
Félix Markaida Aurrekoetxea (Loiu, 20 novembre 1931 – Sondika, 26 aprile 2008) è stato un calciatore spagnolo.

## Carriera
Centrocampista cresciuto tra le file del Barakaldo, passa all'Athletic Bilbao con cui debutta nella Primera División spagnola il 5 ottobre 1952 nella partita Athletic-Celta Vigo 5-0.
Dopo 11 stagioni con i baschi, passa prima al CE Europa, poi al Pontevedra, ed infine al Recreativo Huelva.

## Palmarès
- Campionato spagnolo: 1

Athletic Bilbao: 1955-1956
- Coppa di Spagna: 3

Athletic Bilbao: 1955, 1956 e 1958